# Dendrortyx
A Dendrortyx a madarak osztályának tyúkalakúak (Galliformes) rendjébe és a fogasfürjfélék (Odontophoridae) családjába tartozó nem.

## Rendszerezés
A nembe az alábbi 3 faj tartozik:
- szakállas fogasfürj (Dendrortyx barbatus)
- hosszúfarkú fogasfürj (Dendrortyx macroura)
- fehérhomlokú fogasfürj (Dendrortyx leucophrys)